# James Wilson (politico statunitense)
James Wilson (Ceres, 26 settembre 1742 – Edenton, 21 agosto 1798) è stato un giurista e politico statunitense. Uno dei Padri fondatori degli Stati Uniti d'America, fu tra i firmatari sia della dichiarazione di indipendenza che della Costituzione. Fu uno dei primi sei giudici della Corte suprema nominati da George Washington.

## Biografia
Nato nel 1742 a Carskerdo (oggi Ceres), un villaggio in Scozia, studiò alle Università di St. Andrews, Glasgow e di Edimburgo senza però laurearsi. Emigrò negli Stati Uniti nel 1766. Lavorò all'Università della Pennsylvania, che gli conferì una laurea honoris causa.
Fu delegato della Pennsylvania al Congresso continentale negli anni 1775 - 1777, 1783, e 1785 - 1786. Nel 1775 esercitò con una lunga orazione un forte potere sul Parlamento gettando il seme della Rivoluzione americana. Fu uno dei firmatari della dichiarazione di indipendenza.
Fu delegato della Pennsylvania anche alla Convenzione di Filadelfia ed ebbe un ruolo fondamentale nella scrittura della Costituzione.
Il 24 settembre 1789 fu nominato giudice associato della Corte suprema da George Washington. Fu confermato dal Senato il 26 e ricevette l'incarico il 29. Rimase in carica fino alla morte nel 1798, a Edenton in Carolina del Nord.